# Denis Talon
Pour les articles homonymes, voir Talon.
Denis Talon, né en juin 1628 et mort le 2 mars 1698, est un juriste français.
Il eut grande part à la rédaction des Ordonnances de Louis XIV. Il est à sa mort président à mortier.  

## Biographie
Denis Talon succède à son père, Omer Talon, en tant qu'avocat général au Parlement de Paris.  
Il fut procureur général, en 1661, au procès de Fouquet dont il était le rival depuis toujours. N'étant pas à la hauteur de cette affaire, la cour le remplaça en 1663. Procureur général aux Grands jours d'Auvergne, il finit sa carrière, en 1693, comme président à mortier du Parlement de Paris. Il combattit vivement le jansénisme. 
Eustache Le Noble publia en 1688, dans le cadre de l'Affaire de la régale entre le Pape et le roi de France  Le Cibisme une brochure en réponse à son plaidoyer ultramontain.
On a publié les Plaidoyers et Discours d'Omer et Denis Talon, Paris, 1821.
Gendre de l'intendant Jacques Favier du Boulay, il est le grand-père de Louis-Denis Talon, une de ses petites-filles épousera Louis-Joseph de Montcalm et une autre Louis François de La Bourdonnaye.

## Sources
- Ressource relative aux beaux-arts :   - British Museum
- Notice dans un dictionnaire ou une encyclopédie généraliste :   - Deutsche Biographie
- Notices d'autorité :   - VIAF
  - ISNI
  - BnF (données)
  - IdRef
  - LCCN
  - GND
  - Italie
  - Belgique
  - Pays-Bas
  - Pologne
  - Israël
  - Vatican
  - Tchéquie
  - Portugal
  - WorldCat
- Marie-Nicolas Bouillet  et Alexis Chassang (dir.), « Denis Talon » dans Dictionnaire universel d’histoire et de géographie, 1878 (lire sur Wikisource)
- Inventaire après décès du 14/03/1698 chez Jean Carnot MC/ET/XCI/